# Longji Shaoxiu
Longji Shaoxiu (chiń. 龍濟紹修, pinyin Lóngjì Shàoxiū; kor. 룡제소수 Lyongje Sosu; jap. Ryūsei Jōshū; wiet. Long Tê Thiệu Tu, zm. 954) – chiński mistrz chan należący do tradycji szkoły południowej chan. Znany także jako Xiushan (修山).

## Życiorys
Był uczniem mistrza chan Luohana Guichena i bratem w Dharmie Fayana Wenyi. Według Jingde chuandeng lu jego duchowe osiągnięcie było tej samej jakości co Fayana. Byli przyjaciółmi i z klasztoru Luohana wybrali się na pielgrzymkę.
Podróżowali rozmawiając, gdy nagle Fayan zadał pytanie: „Starożytni mówili, że jedno ciało jest wyjawione w dziesięciu tysiącach kształtów. Czy oni zatem rozproszyli dziesięć tysięcy kształtów czy nie?”
Longji powiedział: „Oni nie rozproszyli ich.”
Fayan powiedział: „Co ty mówisz, rozproszyli czy nie rozproszyli?”
Longji poczuł się pomieszany i powrócił do Luohana.
Luohan spytał go: „Niezbyt długo cię nie było, dlaczego wróciłeś?”
Longji powiedział: „Mam pewną nierozwiązaną sprawę, więc nie chcę podróżować przez góry i rzeki aż ją rozwiążę.”
Luohan powiedział: „To nie jest złe, że podróżujesz do trudnych gór i rzek.”
Ale Longji nie zrozumiał, co miał na myśli Luohan więc spytał: „Jedno ciało jest wyjawione w dziesięciu tysiącach kształtów. Co to znaczy?”
Luohan powiedział: „Czy mówisz, że starożytni rozproszyli dziesięć tysięcy kształtów czy też nie?”
Longji powiedział: „Oni nie rozproszyli ich.”
Luohan powiedział: „To jest dwa.”
Przez jakiś czas Longji zagłębił się w myślach, a potem powiedział: „Nie wiem czy starożytni rozproszyli te dziesięć tysięcy kształtów, czy też nie.”
Luohan powiedział: „Co to jest, co nazywasz dziesięcioma tysiącami kształtów?”
Longji osiągnął wtedy oświecenie.
Mnich spytał: „Jak wydostanę się z trzech światów?”
Longji powiedział: „Kiedy te trzy światy staną się jednym, wtedy uciekniesz z nich.”
Mnich spytał: „Jeśli nie trzy światy, to co to jest?”
Longji powiedział: „Gdzie jest miejsce, w którym nie ma trzech światów?”.

## Linia przekazu Dharmy zen
Pierwsza liczba oznacza liczbę pokoleń mistrzów od 1 Patriarchy indyjskiego Mahakaśjapy.
Druga liczba oznacza liczbę pokoleń od 28/1 Bodhidharmy, 28 Patriarchy Indii i 1 Patriarchy Chin.
- 39/12. Xuefeng Yicun (822–908)
  - 40/13. Xuansha Shibei (835–908)
    - 41/14. Luohan Guichen (867–928)
      - 42/15. Longji Shaoxiu (zm. 954)
      - 42/15. Qingxi Hongjin (bd)
        - 43/16. Tianping Congyi (bd)

      - 42/15. Fayan Wenyi (885–958) szkoła chan fayan
        - 43/16. Qingliang Taiqin (zm. 974)
          - 44/17. Yunju Daoqi (929–997)
            - 45/18. Huiri Zhida (bd)
            - 45/18. Lingyin Wensheng (zm. 1025) autor Zongjing lu
            - 45/18. Longhua Wucheng (bd)
            - 45/18. Ruiyan Yihai (970–1025)